# Saukopf (Pfalz)
Der Saukopf im Alzeyer Hügelland ist ein 296,4 m ü. NN hoher Ausläufer des Zollstock (300,3 m ü. NN) bei Immesheim im rheinland-pfälzischen Donnersbergkreis. 
Die Anhöhe befindet sich im Südostteil des Donnersbergkreises rund 1 km südwestlich von Immesheim und etwa 700 m nordnordöstlich der Erhebung Zollstock. Auf der leicht bewaldeten Nordflanke des sonst bis auf die Hochlagen landwirtschaftlich genutzten Saukopfs liegt das Naturschutzgebiet Saukopf (NSG-Nr. 82498), das 1957 gegründet wurde und etwa 13 ha groß ist. Nach Norden fällt die Landschaft in das vom westlichen Rhein-Nebenfluss Pfrimm durchflossene Zellertal bei Albisheim ab, östlich erstrecken sich Weinlagen, südöstlich liegt Ottersheim am Ammelbach und südlich Rüssingen am kleinen Ammelbach-Zufluss Wiesenbach.